# Јакуб Ханак
Јакуб Ханак (чеш. Jakub Hanák; Ухерско Храдиште, 26. март 1983) је чешки веслач у дисциплинама четверац скулу и осмерцу.
Коприва је као члан посаде четверац скула на Олимпијским играма 2004. у Атини и Светском првенству 2003. у Милану освајао друга места и сребрне медаље.
Посаду четверац скула на Олимпијским играма 2004. осим њега чинили су Томаш Карас, Давид Коприва и Давид Јирка.
Учествовао је и на Олимпијским играма 2008. у Пекингу, али није поновио успех из Атине, био је 10.
На Европском првенству 2007 у Познању, променио је дисциплину и у осмерцу, постао европски првак.
У каријери Јакуб Ханак је био члан веслачких клубова Дукле и Славије, оба из Прага, а тренутно је у ВК Пардубице из Пардубица. Висок је 1,93 метра а тежак 96 килограма.